# Raymond Sarmiento
Raymond Sarmiento (* 24. Juli 1992 in Glendale, Kalifornien) ist ein ehemaliger US-amerikanischer Tennisspieler.

## Karriere
Zwischen 2006 und 2010 spielte Sarmiento auf der ITF Junior Tour. Dabei nahm er sechsmal an Grand-Slam-Turnieren teil, wo sein bestes Resultat im Einzel das Viertelfinale bei den US Open 2009 war. Im Doppel kam er nie über das Achtelfinale hinaus. In der Junioren-Rangliste erreichte er mit Platz 24 seine höchste Notierung.
Von 2010 bis 2014 absolvierte Sarmiento ein Studium an der University of Southern California im Fach Soziologie. Fünfmal wurde er zum All-American gewählt. Im Einzel erreichte er Platz 2, im Doppel Platz 1 in der NCAA-Rangliste. Während des Studiums spielte er erste Profiturniere, aber erst 2014 übertrat er die Schwelle der Top 1000 der Tennisweltrangliste deutlich. Das Jahr schloss er auf Rang 855 im Einzel und 684 im Doppel ab. Punkte sammelte er vor allem auf der ITF Future Tour, wo er 2015 im Doppel die ersten zwei Titel gewann; ein weiterer folgte Anfang 2016, der ihn bis zu seinem Karrierehoch von Rang 386 führte. Im Einzel zog er 2016 in vier Future-Finals ein und gewann eines davon. Der erste Erfolg bei einem Challenger gelang Sarmiento in Aptos, wo er das Viertelfinale erreichte. Das Jahr beendete er auf Platz 367. Beim Challenger in Dallas besiegte er die Nummer 123 Benjamin Becker. Mitte 2017 schaffte er es in Winnipeg ein weiteres Mal ins Viertelfinale, bevor er zwei Wochen später in Lexington noch einen Schritt weiter ging. Mit Denis Kudla schlug er die Nummer 175, bevor er im Halbfinale Michael Mmoh unterlag. Ein weiteres Viertelfinale führte ihn erstmals in die Top 300. Dank einer Wildcard nahm er in diesem Jahr das einzige Mal an der Grand-Slam-Qualifikation teil – bei den US Open. Dort schied er nach einem Sieg gegen Benjamin Bonzi in der zweiten Runde aus. Mit Rang 287 stieg er auf sein Karrierehoch.
Anschließend musste Sarmiento über ein Jahr verletzungsbedingt pausieren. Bei seinem ersten Turnier nach Genesung, dem Challenger in Little Rock Mitte 2019 gelang ihm direkt der Einzug ins Viertelfinale. Sein einziges Match auf der ATP Tour erfolgte in Winston-Salem, wo er sich durch die Qualifikation gekämpft hatte und im Hauptfeld auf Jérémy Chardy traf, dem er unterlag. Nachdem er zwischenzeitlich ohne Ranking war, stand er Ende 2019 wieder vor dem Sprung in die Top 500. Anfang 2020 überzeugte er erneut, indem er in Newport Beach und Cleveland im Viertelfinale stand. Seine aufstrebende Form wurde von der COVID-19-Pandemie unterbrochen. 2021 gewann er noch seinen zweiten und letzten Future-Titel im Einzel sowie den vierten und letzten im Doppel, bevor er 2022 seine Karriere beendete.
In der Saison 2020/2021 arbeitete er als Assistenztrainer bei seiner Hochschulmannschaft. 2023 wechselt er zum Tennisteam der University of Nebraska.